# Memorial Cup 1920
Der Memorial Cup 1920 war die zweite Austragung des gleichnamigen Turniers. Teilnehmende Mannschaften waren als Meister ihrer jeweiligen Ligen die Toronto Canoe Club Paddlers (Ontario Hockey Association) und die Selkirk Juniors (Manitoba Junior Hockey League). Der Turniermodus sah zwei Partien vor, in denen der Sieger ausschließlich anhand der erzielten Tore ermittelt wurde.
Die Canoe Club Paddlers gewannen nach zwei Spielen mit 15:5 Toren den Memorial Cup. Das Turnier wurde in Toronto ausgetragen.

## Ergebnisse
| 23. März 1920 | Toronto Canoe Club Paddlers | 10:1 (2:0, 1:0, 7:1) | Selkirk Juniors | Arena Gardens, Toronto Zuschauer: 3.000 |

| 25. März 1920 | Toronto Canoe Club Paddlers | 5:4 (-:-, -:-, -:-) | Selkirk Juniors | Arena Gardens, Toronto |

## Memorial-Cup-Sieger
Die Mannschaft der Toronto Canoe Club Paddlers bestand aus den Spielern Harold Applegath, Billy Burch, Lionel Conacher, Sydney Hueston, Cyril Kelly, Francis McCurry, John Mollenhauer, Francis Moore, Wilfred White und Roy Worters. Manager des Teams war Cyril Reid, trainiert wurde die Mannschaft von Frank Carroll.